# Citroën DS3
Citroën DS3 er en bilmodel fra Citroën, som blev introduceret i 2009. Det er efterfølgeren for Citroën C2.
Modellen er – ligesom C2 – baseret på samme platform som C3. Modellen fås med benzinmotorer på 1,4 og 1,6 liter og dieselmotorer på 1,6 liter. Alle motorerne i DS3 opfylder Euro5-euronormen, og dieselmotorerne har partikelfilter som standardudstyr.
DS3's konkurrenter er hovedsageligt Alfa Romeo MiTo og Audi A1.
Modellen er den første i Citroëns DS-serie efter DS 19 udgik i 1975. Modellen følges i løbet af 2011 op ad DS4, som skal afløse tredørsudgaven af Citroën C4.

## Tekniske specifikationer
| Model         | Cylindre/ ventiler | Slagvolume cm³ | Max. effekt kW (hk) / omdr. | Max. drejningsmoment Nm / omdr. | 0-100 km/t sek. | Topfart km/t |
| ------------- | ------------------ | -------------- | --------------------------- | ------------------------------- | --------------- | ------------ |
| Benzinmotorer |                    |                |                             |                                 |                 |              |
| VTi 95        | 4 / 16             | 1397           | 70 (95) / 6000              | 136 / 4000                      | 10,6            | 184          |
| VTi 120       | 4 / 16             | 1598           | 88 (120) / 6000             | 160 / 4250                      | 8,9             | 190          |
| THP 150       | 4 / 16             | 1598           | 115 (156) / 6000            | 240 / 1400                      | 7,3             | 214          |
| Racing        | 4 / 16             | 1598           | 152 (207) / 6000            | 275 / 2000                      | 6,5             | 235          |
| Dieselmotorer |                    |                |                             |                                 |                 |              |
| e-HDi 90      | 4 / 8              | 1560           | 68 (92) / 4000              | 230 / 1750                      | 11,3            | 180          |
| HDi 110       | 4 / 8              | 1560           | 82 (112) / 3600             | 270 / 1750                      | 9,8             | 190          |